# ルフム・チフヴィミアニ
ルフム・チフヴィミアニ（グルジア語: ლუხუმ ჩხვიმიანი、グルジア語ラテン翻字: Lukhum Chkhvimiani、1993年5月3日 ‐ ）は、ジョージア出身の柔道家。階級は60kg級。2019年にヨーロッパ競技大会および世界選手権で金メダルを獲得した。

## 経歴
1993年にメスティアの村で誕生。彼は村内で柔道とサンボの練習を始めた。彼は将来を期待される選手となり、優秀な指導者の下での環境を与えるため、2010年にトビリシの総合スポーツクラブ「ダイナモ」に加入した。2014年以降、彼はアミラン・パピナシヴィリの指導を受けて、男子60kg級の代表候補選手となった。2016年のリオデジャネイロオリンピックでは、彼は出場資格を獲得することができなかった。 
2019年6月、ベラルーシのミンスクで開催された第2回ヨーロッパ競技大会の柔道競技男子60kg級において、決勝でスペインのフランシスコ・ガリゴスを下して金メダルを獲得。2019年8月の世界柔道選手権大会男子60kg級では中堅選手と見られていたものの上位に勝ち上がり、準決勝で日本の永山竜樹を延長戦で破ると、決勝ではウズベキスタンのシャラフディン・ルトフィラエフと対戦し、一本勝ちで金メダルを獲得した。なおIJFにより、2019年-2020年シーズンにおける最優秀男性柔道家に選出された。2021年7月に日本武道館で開催された東京オリンピックでは準々決勝で元世界チャンピオンの高藤直寿と対戦し、スコアレスでゴールデンスコア方式の延長戦に持ち込んだ。チフヴィミアニは延長3分38秒に3回目の指導を受け、反則負けとなった。敗者復活戦では韓国のკიმ ვონ ჯინ（キム・ヴォン・ジン）と対戦し、スコアレスでゴールデンスコア方式の延長戦に入った。しかしその後指導を2回受け、ゴールデンスコア4分1秒に背負投で一本負けし、結果は7位だった。
IJF世界ランキングは3619ポイント獲得で9位(23/11/27現在)。

## 主な戦績
- 2009年 - ヨーロッパカデ　3位(55㎏級)
- 2009年 - ヨーロッパユースオリンピックフェスティバル　3位(55㎏級)
- 2014年 - グランプリ・トビリシ　3位
- 2015年 - グランプリ・サムスン　3位
- 2017年 - グランプリ・トビリシ　優勝
- 2018年 - グランドスラム・デュッセルドルフ　3位
- 2018年 - グランプリ・トビリシ　優勝
- 2019年 - グランドスラム・デュッセルドルフ　3位
- 2019年 - グランプリ・トビリシ　優勝
- 2019年 - ヨーロッパ競技大会　優勝
- 2019年 - 世界選手権　優勝
- 2021年 -　グランドスラム・カザン　優勝
- 2021年 -　東京オリンピック　7位
- 2022年 -　グランドスラム・アンタルヤ　2位
- 2022年 -　グランドスラム・ブダペスト 2位
- 2023年 -　グランドスラム・バクー　5位
- 2023年 -　グランドスラム・東京　5位

(出典、JudoInside.com)